# Žamberk
Žamberk (pronunție în cehă [ˈʒambɛrk]; în germană Senftenberg) este o comună și un oraș din districtul Ústí nad Orlicí din regiunea Pardubice din Republica Cehă. Are o populație de aproximativ 5.900 de locuitori. Centrul istoric al orașului este bine conservat și este protejat prin lege ca zonă de monument urban. Principalele obiective turistice sunt primăria și Biserica „Sfântul Venceslau”, cea mai înaltă clădire din oraș.

## Geografie
Žamberk se află la aproximativ 13 kilometri (8 mi) nord-est de Ústí nad Orlicí⁠(d) și la 49 kilometri (30 mi) est de Pardubice. Se află la poalele Orlické. Cel mai înalt punct al său este dealul Hůrka aflat la 516 metri (1.693 ft) deasupra nivelului mării. Râul Divoká Orlice⁠(d) curge prin oraș.

### Clima
Clima lui Žamberk este clasificată climat continental umed (Köppen: Dfb; Trewartha: Dcbo). Temperatura medie anuală este de 8,3 °C (46,9 °F), cea mai fierbinte lună este iulie cu o medie de 18,3 °C (64,9 °F), iar cea mai rece lună este ianuarie cu −2,0 °C (28,4 °F). Precipitațiile anuale sunt de 747,7 millimetrui (29,44 in), luna iulie este cea mai ploioasă cu 98,4 millimetrui (3,87 in), în timp ce luna aprilie este cea mai uscată cu doar 37,2 millimetrui (1,46 in).
Temperatura extremă pe tot parcursul anului a variat de la −30,3 °C (−22,5 °F) pe 28 ianuarie 1942 la 34,8 °C (94,6 °F) pe 7 august 2015.
| Date climatice pentru Žamberk, normale 1991–2020, extreme 1850–prezent | Date climatice pentru Žamberk, normale 1991–2020, extreme 1850–prezent | Date climatice pentru Žamberk, normale 1991–2020, extreme 1850–prezent | Date climatice pentru Žamberk, normale 1991–2020, extreme 1850–prezent | Date climatice pentru Žamberk, normale 1991–2020, extreme 1850–prezent | Date climatice pentru Žamberk, normale 1991–2020, extreme 1850–prezent | Date climatice pentru Žamberk, normale 1991–2020, extreme 1850–prezent | Date climatice pentru Žamberk, normale 1991–2020, extreme 1850–prezent | Date climatice pentru Žamberk, normale 1991–2020, extreme 1850–prezent | Date climatice pentru Žamberk, normale 1991–2020, extreme 1850–prezent | Date climatice pentru Žamberk, normale 1991–2020, extreme 1850–prezent | Date climatice pentru Žamberk, normale 1991–2020, extreme 1850–prezent | Date climatice pentru Žamberk, normale 1991–2020, extreme 1850–prezent | Date climatice pentru Žamberk, normale 1991–2020, extreme 1850–prezent |
| Luna                                                                   | Ian                                                                    | Feb                                                                    | Mar                                                                    | Apr                                                                    | Mai                                                                    | Iun                                                                    | Iul                                                                    | Aug                                                                    | Sep                                                                    | Oct                                                                    | Nov                                                                    | Dec                                                                    | Anual                                                                  |
| ---------------------------------------------------------------------- | ---------------------------------------------------------------------- | ---------------------------------------------------------------------- | ---------------------------------------------------------------------- | ---------------------------------------------------------------------- | ---------------------------------------------------------------------- | ---------------------------------------------------------------------- | ---------------------------------------------------------------------- | ---------------------------------------------------------------------- | ---------------------------------------------------------------------- | ---------------------------------------------------------------------- | ---------------------------------------------------------------------- | ---------------------------------------------------------------------- | ---------------------------------------------------------------------- |
| Maxima medie °C (°F)                                                   | 0.8 (33,4)                                                             | 2.9 (37,2)                                                             | 8.0 (46,4)                                                             | 15.0 (59)                                                              | 18.4 (65,1)                                                            | 22.4 (72,3)                                                            | 24.6 (76,3)                                                            | 24.2 (75,6)                                                            | 19.0 (66,2)                                                            | 12.9 (55,2)                                                            | 7.3 (45,1)                                                             | 2.3 (36,1)                                                             | 13,2 (55,8)                                                            |
| Media zilnică °C (°F)                                                  | −2 (28,4)                                                              | −0.6 (30,9)                                                            | 2.7 (36,9)                                                             | 8.6 (47,5)                                                             | 12.7 (54,9)                                                            | 16.8 (62,2)                                                            | 18.3 (64,9)                                                            | 17.5 (63,5)                                                            | 12.8 (55)                                                              | 8.0 (46,4)                                                             | 4.3 (39,7)                                                             | 0.0 (32)                                                               | 8,3 (46,9)                                                             |
| Minima medie °C (°F)                                                   | −5.1 (22,8)                                                            | −4 (24,8)                                                              | −1.8 (28,8)                                                            | 1.9 (35,4)                                                             | 6.4 (43,5)                                                             | 10.5 (50,9)                                                            | 11.8 (53,2)                                                            | 11.4 (52,5)                                                            | 7.6 (45,7)                                                             | 3.9 (39)                                                               | 1.4 (34,5)                                                             | −2.4 (27,7)                                                            | 3,5 (38,3)                                                             |
| Minima istorică °C (°F)                                                | −30.3 (−22.5)                                                          | −27 (−16.6)                                                            | −18.4 (−1.1)                                                           | −9.5 (14,9)                                                            | −4.6 (23,7)                                                            | −0.3 (31,5)                                                            | 3.0 (37,4)                                                             | 2.0 (35,6)                                                             | −2.8 (27)                                                              | −6.8 (19,8)                                                            | −14.7 (5,5)                                                            | −26.2 (−15.2)                                                          | −30,3 (−22,5)                                                          |
| Precipitații mm (inches)                                               | 57.6 (2.268)                                                           | 48.8 (1.921)                                                           | 52.7 (2.075)                                                           | 37.2 (1.465)                                                           | 69.2 (2.724)                                                           | 80.9 (3.185)                                                           | 98.4 (3.874)                                                           | 73.4 (2.89)                                                            | 62.9 (2.476)                                                           | 53.7 (2.114)                                                           | 53.9 (2.122)                                                           | 59.0 (2.323)                                                           | 747,7 (29,437)                                                         |
| Zăpadă cm (inches)                                                     | 29.5 (11.61)                                                           | 29.8 (11.73)                                                           | 14.2 (5.59)                                                            | 3.4 (1.34)                                                             | 0.0 (0)                                                                | 0.0 (0)                                                                | 0.0 (0)                                                                | 0.0 (0)                                                                | 0.0 (0)                                                                | 0.6 (0.24)                                                             | 12.1 (4.76)                                                            | 28.5 (11.22)                                                           | 118,1 (46,5)                                                           |
| Umiditate [%]                                                          | 89.6                                                                   | 85.2                                                                   | 79.8                                                                   | 72.1                                                                   | 74.3                                                                   | 75.6                                                                   | 75.1                                                                   | 77.8                                                                   | 83.4                                                                   | 87.8                                                                   | 90.2                                                                   | 91.8                                                                   | 81,9                                                                   |
| Ore însorite                                                           | 33.2                                                                   | 57.8                                                                   | 116.2                                                                  | 204.8                                                                  | 204.9                                                                  | 223.2                                                                  | 245.8                                                                  | 232.2                                                                  | 157.5                                                                  | 79.7                                                                   | 37.7                                                                   | 25.6                                                                   | 1.618,6                                                                |
| Sursă: Czech Hydrometeorological Institute                             |                                                                        |                                                                        |                                                                        |                                                                        |                                                                        |                                                                        |                                                                        |                                                                        |                                                                        |                                                                        |                                                                        |                                                                        |                                                                        |

## Istorie

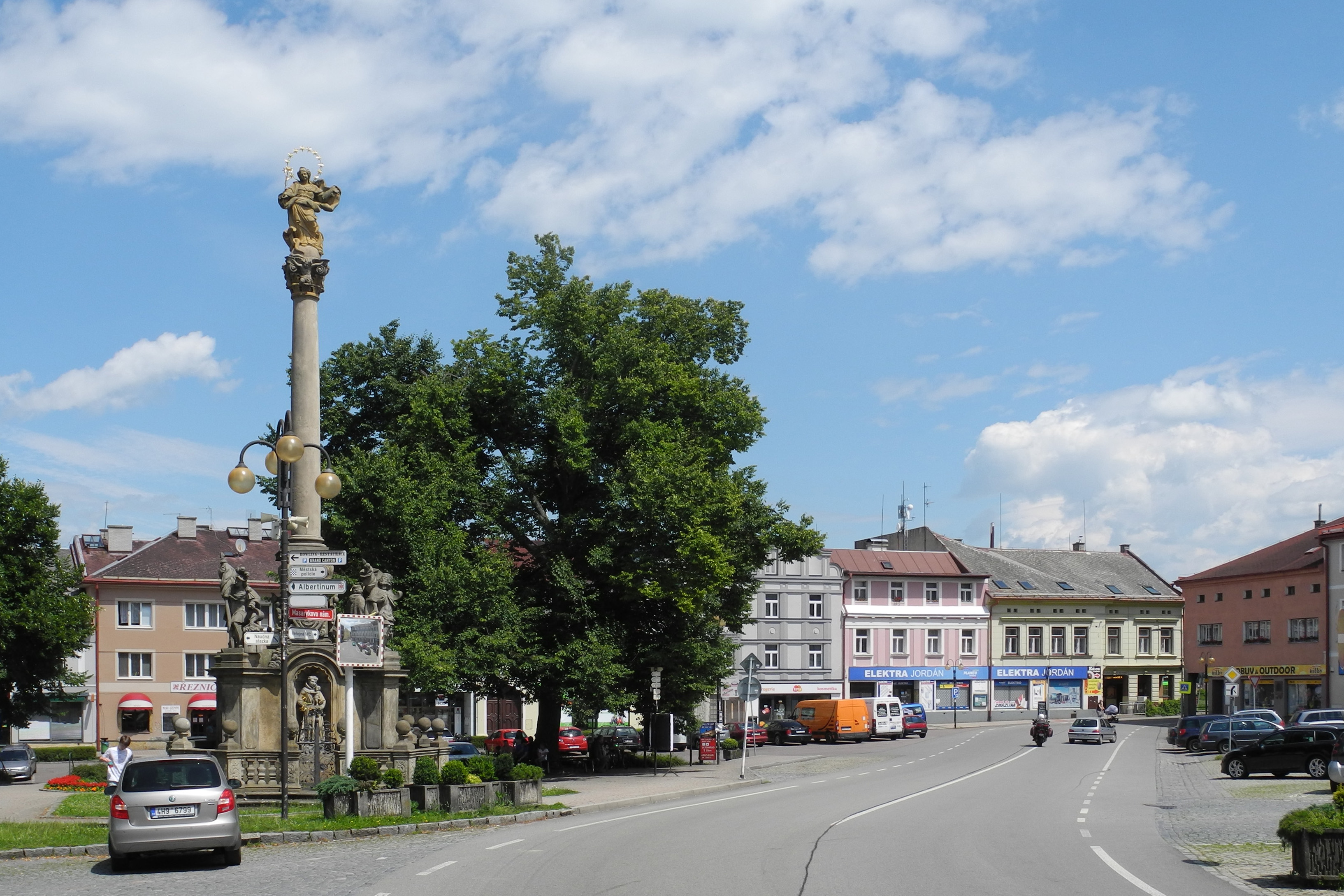
Piața Masarykovo cu coloana mariană

Žamberk a fost fondat în a doua jumătate a secolului al XIII-lea, în timpul colonizării acestei regiuni. Predecesorul său a fost o așezare slavă pe o rută comercială dinspre Moravia către Ținutul Kłodzko.
Prima mențiune scrisă despre Žamberk datează din anul 1332, sub numele său german Senftenberg. Curând după aceea, a început să fie folosit denumirea cehă, ceea ce dovedește că majoritatea populației era cehă.
La mijlocul secolului al XIV-lea, Žamberk a fost împărțit între moșiile Litice și Žampach⁠(d) cu proprietari diferiți. Ca parte a moșiei Litice, a fost deținut de familia Pernštejn și Ernest de Bavaria. În 1563, a fost achiziționa de Mikuláš din familia Bubna din Litice. În 1575, a cumpărat a doua parte a lui Žamberk și a unit cele două părți. În 1575–1600, acesta a construit aici un castel și de atunci a fost cunoscut sub numele de moșia Žamberk. Familia Bubna din Litice a deținut moșia până în anul 1809.

## Economie
Cel mai mare angajator industrial cu sediul în oraș este Bühler CZ⁠(d), un producător de mașini de prelucrare a alimentelor care are peste 250 de angajați.

## Transporturi
Drumul I/11 de la Hradec Králové către Šumperk trece prin oraș.
O gară numită Žamberk, care deservește orașul, este situată pe teritoriul comunei Dlouhoňovice⁠(d) din apropiere. Se află pe linia de cale ferată care face legătura între Hradec Králové și Letohrad⁠(d).

## Obiective turistice

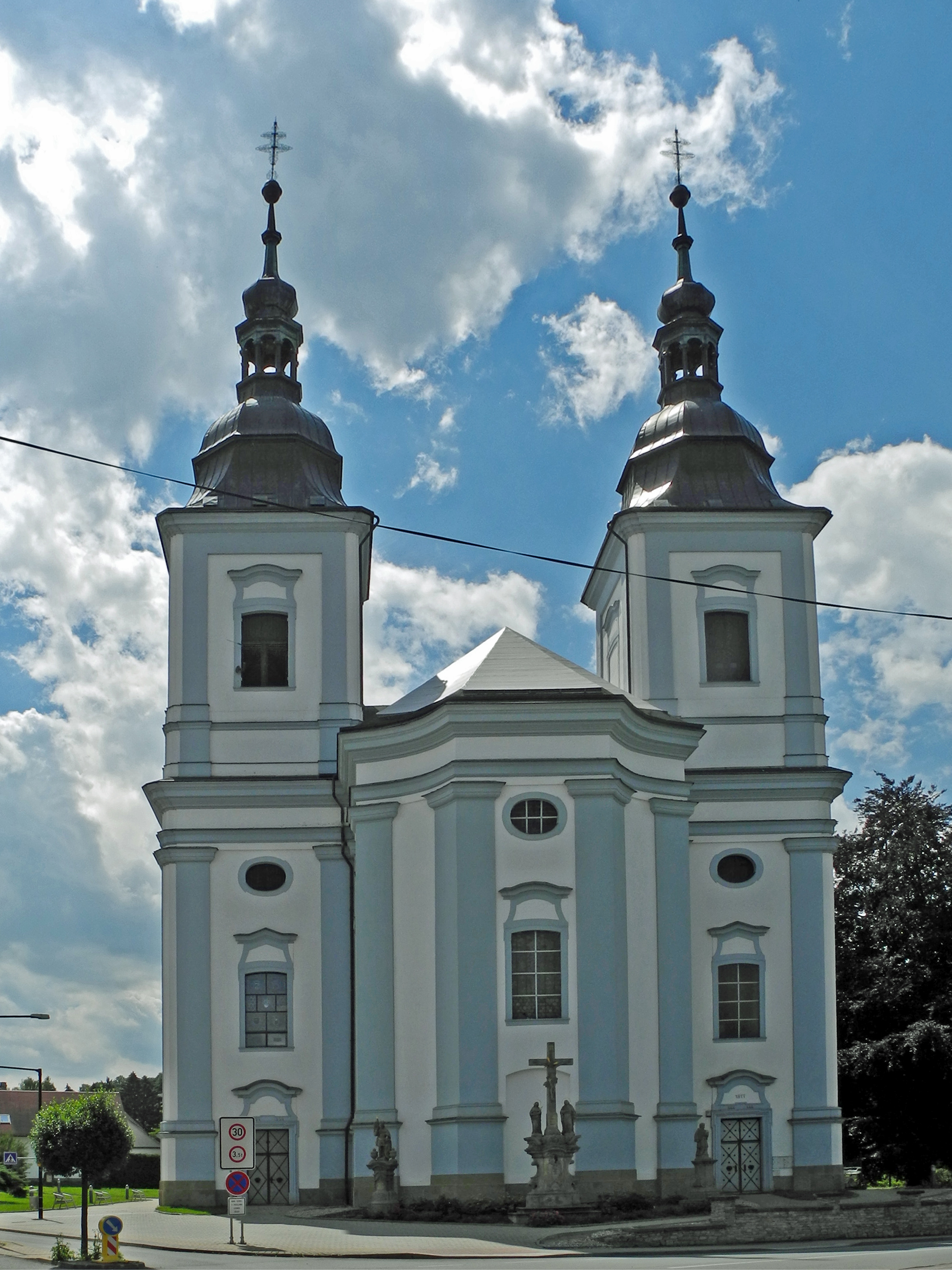
Biserica „Sfântul Venceslau”

În centrul istoric se află Piața Masarykovo și străzile adiacente. Principalul reper din piață este primăria orașului. Aceasta este o clădire neoclasică din anul 1810.
În mijlocul pieței se află o coloană mariană de la sfârșitul secolului al XVII-lea și o fântână cu sculpturi ale unei nimfe și ale unui centaur.
Biserica „Sfântul Venceslau” este cea mai înaltă clădire din oraș. Existența sa a fost menționată pentru prima dată în anul 1348.
Castelul Žamberk este o clădire renascentistă care include Capela Adormirea Maicii Domnului și un parc al castelului, fondat probabil în secolul al XIX-lea. Castelul este inaccesibil publicului.
Cimitirul evreiesc a fost înființat în jurul anului 1700 și în prezent a fost deschisă o mică expoziție despre populația evreiască din oraș.

## Persoane notabile
- Prokop Diviš (1698–1765), inventator, preot catolic
- Theodor Brorsen (1819–1895), astronom și botanist danez; a lucrat aici
- Eduard Albert⁠(d) (1841–1900), chirurg, profesor și istoric austriac
- Václav F. Kumpošt⁠(d) (1846–1874), fondatorul revistei Vesmír
- August Seydler⁠(d) (1849–1891), astronom, fizician teoretician și profesor
- Jan Vilímek⁠(d) (1860–1938), pictor
- Josef Ježek⁠(d) (1884–1969), politician
- Oldřich Marek⁠(d) (1911–1986), entomolog și profesor; a lucrat aici
- Petr Eben⁠(d) (1929–2007), compozitor

## Orașe înfrățite
Žamberk este înfrățit cu:
- Fresagrandinaria, Italia
- Nowa Sól, Polonia
- Püttlingen, Germania
- Rice Lake⁠(d), Wisconsin, SUA
- Saint-Michel-sur-Orge, Franța
- Senftenberg, Germania
- Senftenberg⁠(d), Austria
- Veszprém, Ungaria

Žamberk are relații de prietenie și cu Miharu, Fukushima⁠(d) din Japonia.

## Galerie

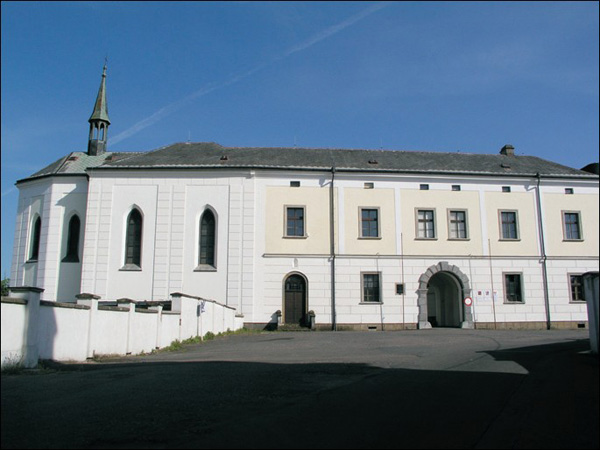
Castelul Žamberk
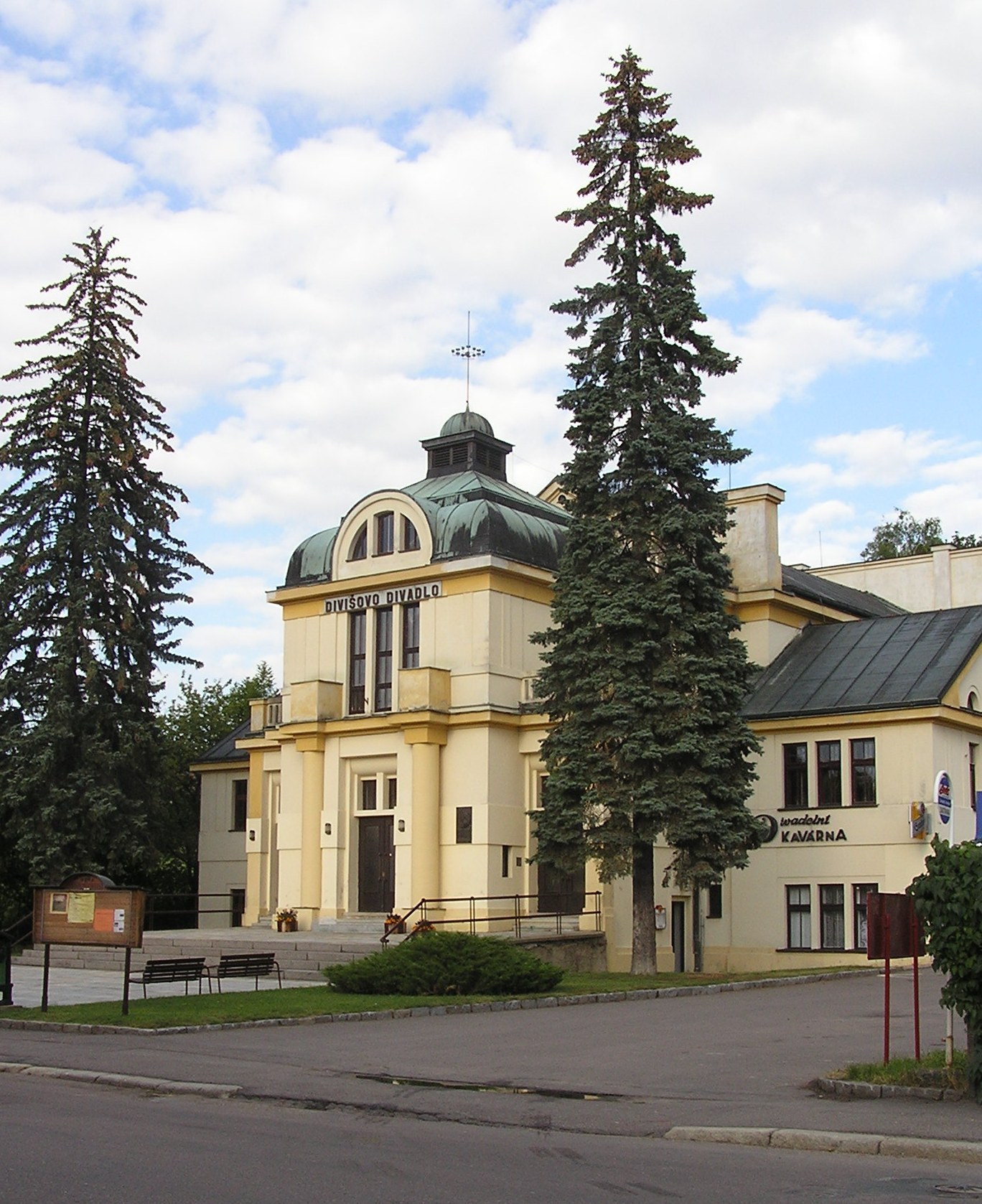
Teatrul Diviš
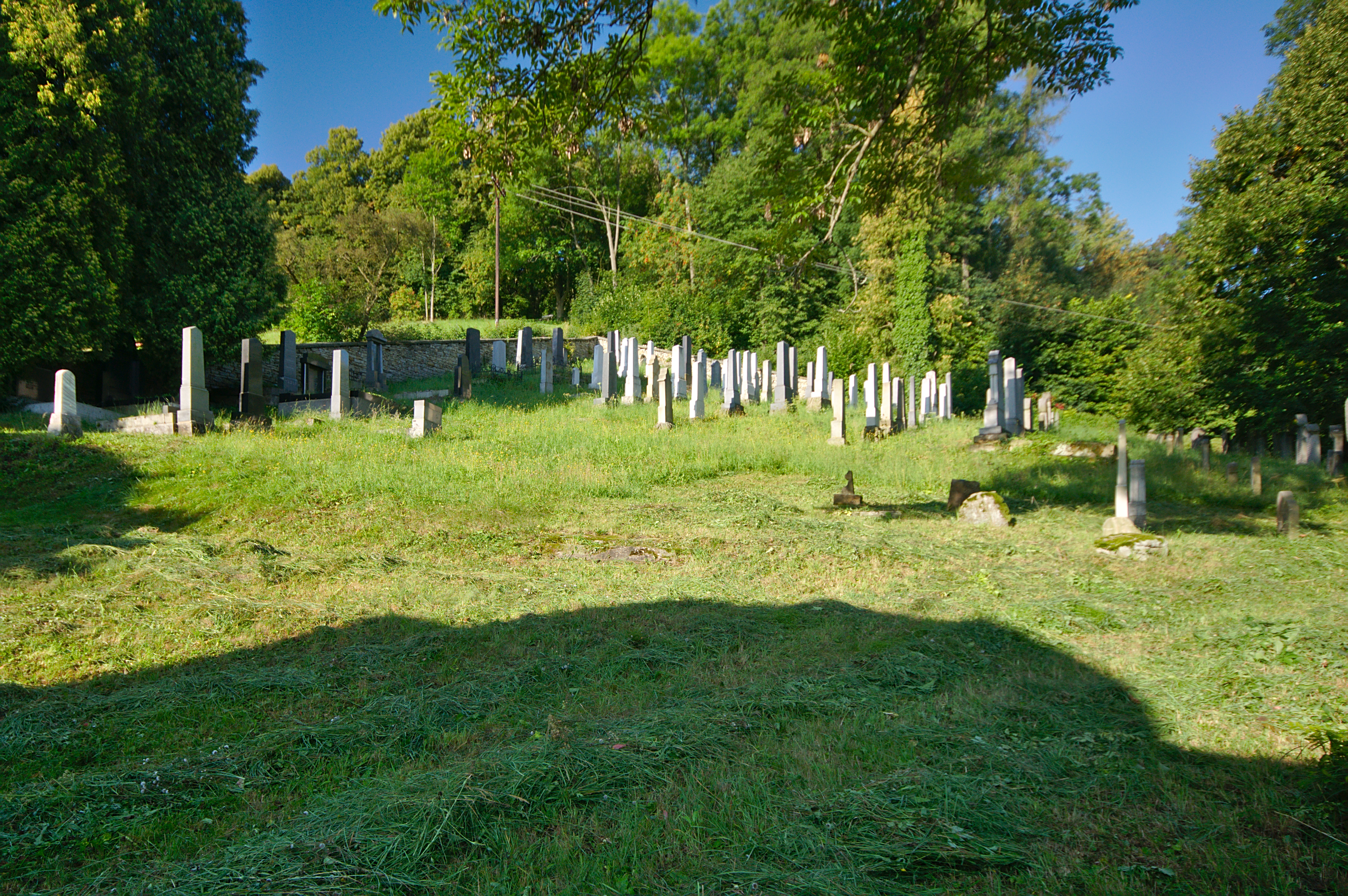
Cimitirul evreiesc
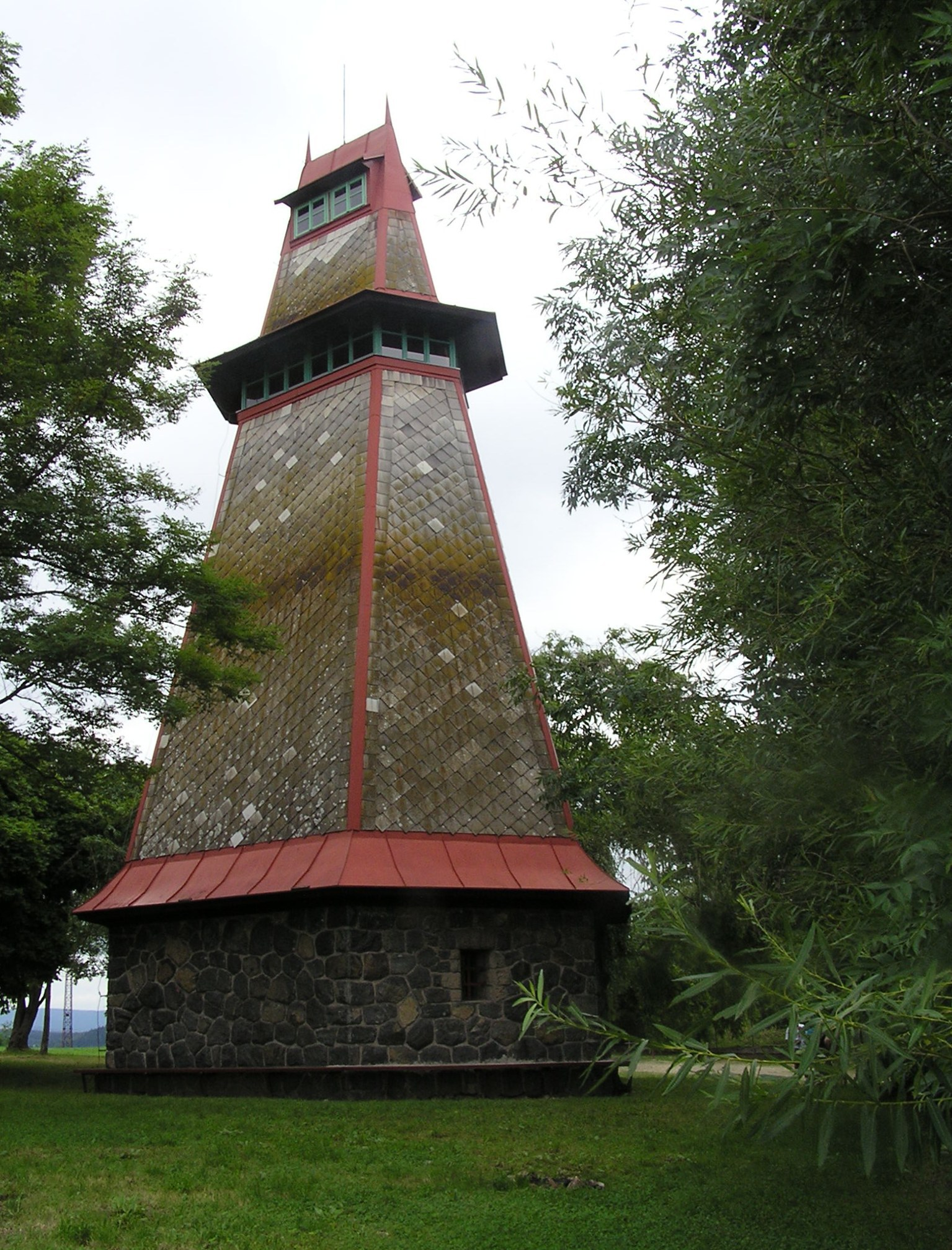
Turnul de observație Tyrš aflat pe dealul Rozálka
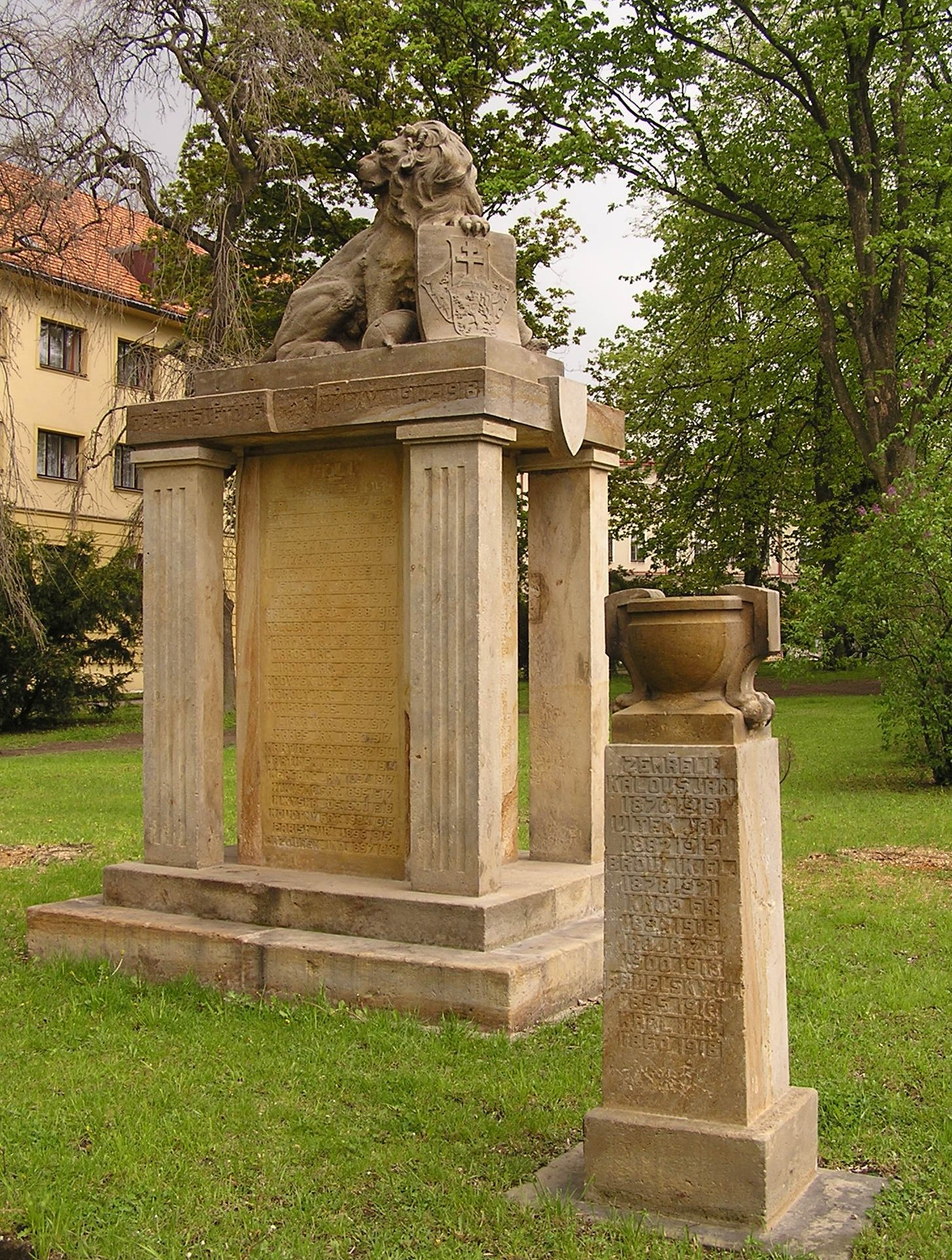
Memorial al Primului Război Mondial